# Список заслуженных тренеров СССР (дзюдо)
Почётное спортивное звание, присваивалось в 1956—1992 годах.

## 1964
- Папиташвили, Гурам Михайлович 15.4.1934

## 1971
- Мазиашвили, Бидзина Дмитриевич 9.5.1928

## 1974
- Коблев, Якуб Камболетович

## 1975
- Волощук, Ярослав Иванович
- Калеткин, Геннадий Иванович
- Юсупов, Харис Мунасипович

## 1976
- Лукичев, Александр Васильевич

## 1979
- Скрыпов, Михаил Григорьевич

## 1980
- Нателашвили, Отар Бидзинович

## 1981
- Зауташвили, Михаил Николаевич

## 1984
- Гатага, Адам Моисеевич
- Казаченков, Авель Николаевич
- Марткоплишвили, Пируз Арсенович
- Мицкевич, Эрнест Антонович 1937
- Степанов, Олег Сергеевич

## 1986
- Керод, Ярослав Михайлович

## 1990
- Каплин, Владимир Николаевич 1949
- Лузин, Валерий Павлович 8.8.1949
- Хабарели, Шота Дмитриевич

## 1991
- Аюбов, Ибрагим Зелимханович

## неизв.
- Архипов, Вячеслав Викторович
- Атаев, Алексей Асельдерович 1.3.1941
- Султанов, Лёва Ибрагимович
- Султанов, Султан Ибрагимович
- Мерабишвили, Омар Васильевич 13.2.1940